# John V. Le Moyne

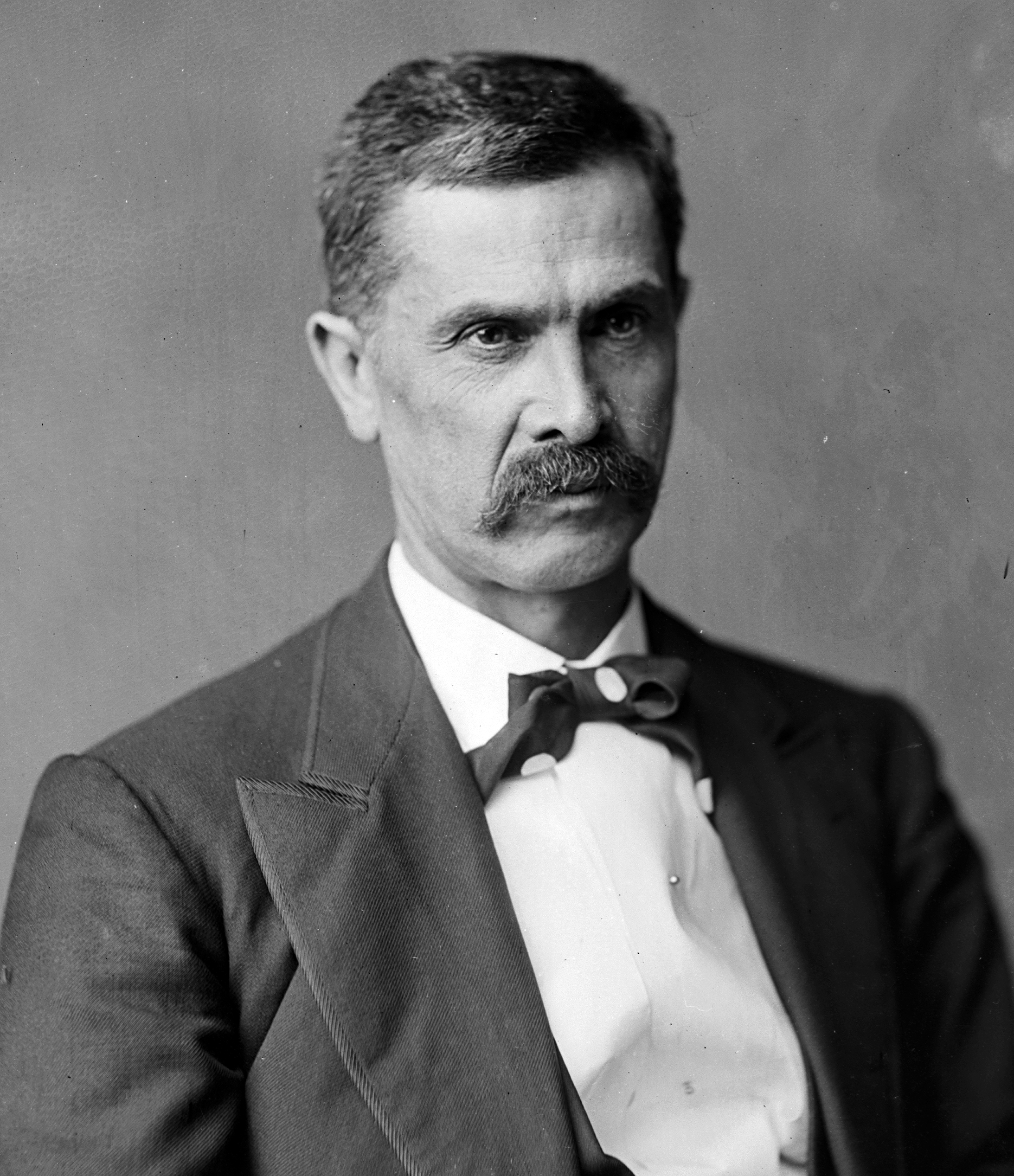
John V. Le Moyne, um 1870

John Valcoulon Le Moyne (* 17. November 1828 in Washington, Pennsylvania; † 27. Juli 1918 in Baltimore, Maryland) war ein US-amerikanischer Politiker. In den Jahren 1876 und 1877 vertrat er den Bundesstaat Illinois im US-Repräsentantenhaus.

## Werdegang
John Le Moyne besuchte die öffentlichen Schulen seiner Heimat und danach bis 1847 das Washington and Jefferson College, in seiner Heimatstadt Washington. Nach einem anschließenden Jurastudium und seiner 1852 erfolgten Zulassung als Rechtsanwalt begann er in Chicago in diesem Beruf zu arbeiten. Gleichzeitig schlug er eine politische Laufbahn ein. Im Jahr 1872 kandidierte er als Mitglied der Liberal Party noch erfolglos für den Kongress. Danach wechselte er zur Demokratischen Partei.
Bei den Kongresswahlen des Jahres 1874 verlor er als demokratischer Kandidat im dritten Wahlbezirk von Illinois gegen Charles B. Farwell. Le Moyne legte aber gegen den Wahlausgang Widerspruch ein. Als diesem stattgegeben wurde, konnte er am 6. Mai 1876 sein neues Mandat im US-Repräsentantenhaus in Washington, D.C. antreten. Da er im Jahr 1876 nicht bestätigt wurde, konnte er bis zum 3. März 1877 nur die laufende Legislaturperiode im Kongress beenden.
Nach dem Ende seiner Zeit im US-Repräsentantenhaus praktizierte John Le Moyne wieder als Anwalt in Chicago. 1887 trat er in den Ruhestand und zog nach Baltimore, wo er am 27. Juli 1918 im Alter von 89 Jahren starb.